# Saint-Gervais-sur-Mare
Saint-Gervais-sur-Mare este o comună în departamentul Hérault din sudul Franței. În 2009 avea o populație de 842 de locuitori.

## Evoluția populației
| An        | 1975 | 1982 | 1990 | 1999 | 2006 | 2009 |
| --------- | ---- | ---- | ---- | ---- | ---- | ---- |
| Populație | 860  | 859  | 813  | 789  | 805  | 842  |